# Schocken Books
Schocken Books (нім. Schocken Verlag) — видавнича компанія, заснована в Берліні з видавництвом у Празі 1931 року компанією Schocken Department Store. Власник — Salman Schocken. Він опублікував праці Мартіна Бубера, Франца Розенцвейга, Франца Кафки та Шмуеля Агнона, серед інших.
Після закриття німцями 1939 року, видавництво переїхало до Британської підмандатної Палестини під назвою Schocken Publishing. 1945 року — до Нью-Йорка.
У 1987 році видавництво приєдналось до Random House. Шокен продовжує публікувати єврейські літературні твори.